# Dalila Bulcão Mello
Dalila Bulcão Mello (Curitiba, 17 maggio 1970) è un'ex cestista brasiliana.

## Carriera
Con il Brasile ha disputato i Campionati mondiali del 1994.